# Tomislav Zajec
Tomislav Zajec (Zagreb, 1972.) hrvatski je dramatičar, romanopisac, pjesnik i scenarist.

## Životopis
Diplomirao dramaturgiju na Akademiji dramske umjetnosti u Zagrebu 2002. godine. Apsolvirao filozofiju i kroatologiju na Hrvatskim studijima. Prvo zapaženije javno djelovanje zabilježio je objavljivanjem poetskih ciklusa u časopisima Vrijesak i Forum 1995. godine, nakon što je godinu dana ranije prvi puta dobio nagradu Goran na Goranovom proljeću. Godine 1996. objavljuje prvu zbirku poezije; Natanijelov dnevnik u zborniku U trenutku kao u divljini s koautorima Vlatkom Grgurićem i Romanom Simićem. Osim poezije piše i romane, te drame. 
Do sada je tako objavio romane Soba za razbijanje (1998.), Ulaz u crnu kutiju (2001.), Ljudožderi (2005.) i Lunapark (2009.); četiri zbirke poezije Natanijelov dnevnik (1996.), Sjever – zlatni šut (1996.), Rupa njegova imena (2000.) i Katolička krivnja (2015.), knjigu drama Odlasci (2013.) i slikovnicu Dječak koji je želio biti tigar (ilustrator: Tomislav Zlatić) (2018). Autor je i Pravila igre (2012.), prvog priručnika za pisanje drame objavljenog na hrvatskom jeziku. 
Kao dramatičar debitira 2000. godine dramom John Smith, princeza od Walesa u režiji Dražena Ferenčine i izvedbi kazališta ZKM. Drama je potom postavljena i u Sarajevu (Akademija Scenskih Umjetnosti & Kamerni Teatar 55) u režiji Alme Bećirović, Glasgowu (The Arches Theatre), Bradfordu (Theatre in the Mill), Varaždinu (HNK Varaždin), Bukureštu (Teatrul de Comedie) i Brailiu (Teatrul Maria Filotti). Za istu dramu dobio je i dekanovu nagradu. Drama Svinje igrana je u nekoliko različitih produkcija u Zagrebu, Dubrovniku, Ljubljani, Rijeci, Varaždinu, Vinkovcima i Trstu i do danas je njegova najizvođenija drama. 
2013. godine praizvedena je drama Trebalo bi prošetati psa u produkciji Hrvatskog narodnog kazališta u Zagrebu, na pomoćnoj pozornici u Zagrebačkom plesnom centru, a u režiji Franke Perković. Po istoj drami snimljen je i film u režiji Filipa Peruzovića i produkciji Hrvatske radio televizije.
2024. godine premijerno je izvedena njegova drama Nestajanje u produkciji Hrvatskog narodnog kazališta u Zagrebu u režiji Dore Ruždjak Podolski. Predstava je dobila odlične kritike i bila rado gledana. Ista drama je kasnije postavljena i u Srbiji (Atelje 212) u režiji Sanje Mitrović. Predstava je više puta uvrštena u najbolja kazališna ostvarenja 2024. u godišnjim pregledima srpskih kritičara.[nedostaje izvor]
Kao dramaturg i autor adaptacija sudjeluje u radu na nekim od najuspješnijih kazališnih predstava kao što su Črna mati zemla (r. Dora Ruždjak Podolski, ZKM) i Škrtac (r. Dora Ruždjak Podolski, GK Kerempuh) 
Sedmerostruki je dobitnik nagrade za dramsko djelo Marin Držić za djela Atentatori, Dorothy Gale, Spašeni, Trebalo bi prošetati psa, Ono što nedostaje, Nestajanje i O dobrom vremenu.
Dramski tekstovi prevedeni su mu na engleski, španjolski, francuski, njemački, mađarski, poljski, slovenski, grčki, češki i ruski jezik. Piše i za djecu i mlade. 
Živi i radi u Zagrebu.

## Kazalište

### Praizvedbe kazališnih drama
- 2000. John Smith, princeza od Walesa, režija: Dražen Ferenčina, ZKM, Zagreb
- 2001. Atentatori, režija: Dražen Ferenčina, Teatar ITD, Zagreb
- 2003. Svinje, režija: Ozren Prohić, GK Joze Ivaković, Vinkovci
- 2003. Novi Nosferatu, režija: Kazališna radionica Gustl, Teatar ITD, Zagreb
- 2010. Spašeni, režija: Franka Perković, Dubrovačke ljetne igre
- 2013. Trebalo bi prošetati psa, režija: Franka Perković, HNK Zagreb
- 2014. Dorothy Gale, režija: Dora Ruždjak Podolski, RUPER/Akademija dramske umjetnosti, Zagreb
- 2016. Pričokrad, režija: Ivana Peroš, Dječje kazalište Dubrava
- 2017. Doručak šampiona (dio omnibusa o Mati Parlovu), režija: Aleksandar Švabić, Kazalište Ulysses, Veliki Brijun
- 2017. Ono što nedostaje, režija: Selma Spahić, ZKM, Zagreb
- 2018. Mala Moskva, režija: Olja Lozica, PlayDrama/HNK Split, Split
- 2020. David. Preko stakla (dio omnibusa Monovid-19), režija: Anica Tomić, ZKM
- 2022. Franz, režija: Rene Medvešek, Teatar &TD, Zagreb
- 2023. Gospođa Dalloway (po motivima romana Virginie Woolf), režija: Petar Petkovšek, SNG Drama Ljubljana
- 2024. Nestajanje, režija: Dora Ruždjak Podolski, HNK Zagreb, Zagreb

## Filmografija

### Scenariji za dugometražne filmove
- 2010. Majka asfalta, režija: Dalibor Matanić
- 2014. Trebalo bi prošetati psa, režija: Filip Peruzović
- 2023. Vzornik, režija: Nejc Gazvoda
- 2025. Zečji nasip, režija: Čejen Černić

## Nagrade
- 1994. 2. nagrada Goran (Goranovo proljeće)
- 1996. 2 nagrada Goran (Goranovo proljeće)
- 1996. Hrvatska književna nagrada (Grad Karlovac)
- 1996. Rektorova nagrada (Hrvatsko sveučilište) za zbirku Natanijelov dnevnik.
- 1999. Dekanova nagrada (Hrvatsko sveučilište) za dramu John Smith, princeza od Walesa.
- 2000. Marin Držić (Ministarstvo kulture) za dramu Atentnatori.
- 2002. 3. nagrada (Gradskog kazališta Trešnja) za dramu Pričokrad.
- 2006. Zlatna Žar ptica (Naj, naj, naj festival) za najbolju dramatizaciju.
- 2007. Marin Držić (Ministarstvo kulture) za dramu Dorothy Gale.
- 2009. Nagrada za najbolji scenarij (Solunski filmski festival) za scenarij filma Majka asfalta.
- 2009. Marin Držić (Ministarstvo kulture) za dramu Spašeni.
- 2012. Marin Držić (Ministarstvo kulture) za dramu Trebalo bi prošetati psa.
- 2014. Marin Držić (Ministarstvo kulture) za dramu Ono što nedostaje.
- 2018. Marul (Marulićevi dani) za dramu Ono što nedostaje.
- 2018. Marul (Marulićevi dani) za dramatizaciju romana Črna mati zemla Kristiana Novaka, ZKM
- 2018. Ovca u kutiji (Knjiga u centru) za slikovnicu Dječak koji je želio biti tigar (Ilustrator: Tomislav Zlatić)
- 2018. Grand Prix 29. Journées de Lyon des Auteurs de Theatre u Lyonu za dramu Trebalo bi prošetati psa
- 2019. Nagrada "Darko Gašparović" (Međunarodni festival malih scena) za najbolju dramaturgiju za predstavu Huddersfield (ZKM)
- 2021. Nagrada hrvatskog glumišta za najbolji praizvedeni suvremeni hrvatski dramski tekst ili najbolju dramatizaciju, adaptaciju, dramaturšku obradu teksta ili dramaturgiju predstave (za adaptaciju komedije "Škrtac" J. B. P. Molièrea za istoimenu predstavu u produkciji Satiričkog kazališta Kerempuh iz Zagreba)
- 2021. Marin Držić (Ministarstvo kulture) za dramu Nestajanje
- 2022. Nagrada za dramatizaciju predstave "Škrtac" J. B. P. Molièrea na 39. susretima pozorišta / kazališta Brčko Distrikt BiH
- 2024. Marin Držić (Ministarstvo kulture) za dramu O dobrom vremenu
- 2025. Marul (Marulićevi dani) za dramu Nestajanje.

## Broj kazališnih produkcija u razdoblju od 2000. do 2024. godine
Drame Tomislava Zajeca igrane su i u inozemstvu. Drama Svinje njegova je najizvođenija drama. 
| Zemlja                 | Broj produkcija |
| ---------------------- | --------------- |
| Hrvatska               | 20              |
| Slovenija              | 3               |
| Rumunjska              | 2               |
| Bosna i Hercegovina    | 1               |
| Engleska               | 1               |
| Srbija                 | 1               |
| Škotska                | 1               |
| Argentina              | 1               |
| Italija                | 1               |
| Ukupan broj produkcija | 31              |